# Felipe Carrillo Puerto
Felipe Carrillo Puerto là một đô thị thuộc bang Quintana Roo, México. Năm 2005, dân số của đô thị này là 65373 người.